# Enolmis
Enolmis is een geslacht van vlinders van de familie Dikkopmotten (Scythrididae).

## Soorten
- E. abenhumeya (Agenjo, 1951)
- E. acanthella (Godart, 1824)
- E. agenjoi Passerin d'Entreves, 1988
- E. arabica Passerin d'Entrèves, 1986
- E. bimerdella (Staudinger, 1859)
- E. delicatella (Rebel, 1901)
- E. desidella (Lederer, 1855)
- E. jemenensis Bengtsson, 2002
- E. nevadensis Passerin d'Entreves, 1997
- E. royovillanovai (Agenjo, 1962)
- E. saudita Passerin d'Entrèves, 1986
- E. seeboldiella (Agenjo, 1951)
- E. sierraenevadae Passerin d'Entreves, 1997
- E. userai (Agenjo, 1962)
- E. vivesi Bengtsson & Passerin d'Entreves, 1987